# Leopoldo Siano
Leopoldo Siano (* 25. März 1964 in Rom) ist ein italienischer Drehbuchautor und Moderator.

## Biographie
Als Autor hat Leopoldo Siano an mehreren Fernsehprogrammen, mehrfach mit Carlo Conti, für Programme gearbeitet, die hauptsächlich auf Rai 1 ausgestrahlt wurden.
Bei folgenden Produktionen war er beteiligt: Sanremo Estate (1999–2001), Ma chi sei Mandrake? (2005), L’eredità (seit 2006), I recommended, Fratelli di Test (2007/2011), I migliori anni (seit 2008), Tale e Quale Show (seit 2012), Si può fare (seit 2014), Sanremo-Festival (2015, 2016) und von La Corrida-Dilettanti al sbaraglio.
Im Jahr 2013 veröffentlichte er mit Hilfe von Carlo Conti und Emanuele Giovannini das Buch Cosa resterà dei migliori anni in Arnoldo Mondadori Editore.
Er ist ein Vetter des gleichnamigen Musikwissenschaftlers.